# Tityus maimirensis
Espèce
Tityus maimirensis est une espèce de scorpions de la famille des Buthidae.

## Distribution
Cette espèce est endémique de l'État d'Yaracuy au Venezuela. Elle se rencontre vers Urachiche.

## Étymologie
Son nom d'espèce, composé de maimirensis et du suffixe latin -ensis, « qui vit dans, qui habite », lui a été donné en référence au lieu de sa découverte, Maimire.

## Publication originale
- González-Sponga, 2007 : « Biodiversidad en Venezuela. Descripcion de cuatro nuevas especies del genero Tityus Koch, 1836 (Escorpiones: Buthidae) de la region centro occidental de Venezuela. » Boletín de la Academia de Ciencias Físicas, Matemáticas y Naturales de Venezuela, vol. 67, no 1/2, p. 37-63.